# Vliegveld Drachten
Vliegveld Drachten (ICAO: EHDR) is een vliegveld gelegen nabij Drachten in de gemeente Smallingerland in Nederland. Het vliegveld is in 1962 aangelegd als airstrip voor de Philipsvestiging te Drachten en wordt geëxploiteerd door de Stichting Vliegveld Drachten, die het vliegveld in bruikleen heeft van de gemeente Smallingerland. Het vliegveld is thuishaven van de Ultralight Vliegclub Fryslân, Vliegschool FlightLevel en de vliegvereniging FAD (Flight Association Drachten).

## Banen
Vliegveld Drachten beschikt over de volgende start- en landingsbaan:
- Baan 07-25: lengte 954 meter (verhard)

## Bijzonderheden
Drachten heeft een lange geschiedenis van dragracen, de eerste dragrace op het vliegveld in Drachten werd in 1975 gehouden. In 2015 werd het veertigjarige jubileum uitgebreid gevierd. De Dutch Hot Rod Association organiseert de races voor auto's en motoren waarvoor de dragstrip wordt geprepareerd met spuitlijm om de banden grip te geven op de baan. Ook worden tijdelijk vangrails langs de baan geplaatst en dranghekken voor het publiek.
Ook is dit vliegveld de plaats van het jaarlijkse internationale vliegerfestival in Drachten.